# فهرست قسمت‌های فرندز

فرندز، یک سریال کمدی موقعیت که توسط دیوید کرین و مارتا کافمن ساخته شد، در ان‌بی‌سی از ۲۲ سپتامبر ۱۹۹۴ پخش شد. فرندز توسط کوین اس برایت، در همکاری با استودیوهای تلویزیون برادران وارنر تهیه شده است. این سریال با قسمت آزمایشی شروع شد که در ۳۱ سپتامبر ۹۴ پخش شد. این سریال پخش ده فصلی خود را در ۶ مه ۲۰۰۴ با ۲۳۶ قسمت به پایان رساند. به‌طور متوسط، اصل سریال ۲۲ تا ۲۳ دقیقه طول می‌کشد، در کل زمان سریال شامل وقفه‌های تبلیغاتی، ۳۰ دقیقه به طول می‌کشد.

## نمای کلی سریال
| فصل                | قسمت‌ها             | قسمت‌ها             | تاریخ اصلی روی آنتن رفتن | تاریخ اصلی روی آنتن رفتن | تاریخ اصلی روی آنتن رفتن | درجه | رتبه | تماشاگر (میلیون) |
| فصل                | قسمت‌ها             | قسمت‌ها             | اولین بار                | آخرین بار                | شبکه                     | درجه | رتبه | تماشاگر (میلیون) |
| ------------------ | ------------------ | ------------------ | ------------------------ | ------------------------ | ------------------------ | ---- | ---- | ---------------- |
| ۱                  | ۲۴                 | ۲۴                 | ۲۲ سپتامبر ۱۹۹۴          | ۱۸ مه ۱۹۹۵               | ان‌بی‌سی                   | 8    | ۱۵٫۶ | ۲۴٫۸             |
| ۲                  | ۲۴                 | ۲۴                 | ۲۱ سپتامبر ۱۹۹۵          | ۱۶ مه ۱۹۹۶               | ان‌بی‌سی                   | 3    | ۱۸٫۷ | ۳۱٫۷             |
| ۳                  | ۲۵                 | ۲۵                 | ۱۹ سپتامبر ۱۹۹۶          | ۱۵ مه ۱۹۹۷               | ان‌بی‌سی                   | 4    | ۱۶٫۸ | ۲۶٫۱             |
| ۴                  | ۲۴                 | ۲۴                 | ۲۵ سپتامبر ۱۹۹۷          | ۷ مه ۱۹۹۸                | ان‌بی‌سی                   | 4    | ۱۶٫۱ | ۲۵٫۰             |
| ۵                  | ۲۴                 | ۲۴                 | ۲۴ سپتامبر ۱۹۹۸          | ۲۰ مه ۱۹۹۹               | ان‌بی‌سی                   | 2    | ۱۵٫۷ | ۲۴٫۷             |
| ۶                  | ۲۵                 | ۲۵                 | ۲۳ سپتامبر ۱۹۹۹          | ۱۸ مه ۲۰۰۰               | ان‌بی‌سی                   | 5    | ۱۴٫۰ | ۲۲٫۶             |
| ۷                  | ۲۴                 | ۲۴                 | ۱۲ اکتبر ۲۰۰۰            | ۱۷ مه ۲۰۰۱               | ان‌بی‌سی                   | 5    | ۱۲٫۶ | ۲۲٫۱             |
| ۸                  | ۲۴                 | ۲۴                 | ۲۷ سپتامبر ۲۰۰۱          | ۱۶ مه ۲۰۰۲               | ان‌بی‌سی                   | 1    | ۱۵٫۰ | ۲۶٫۴             |
| ۹                  | ۲۴                 | ۲۴                 | ۲۶ سپتامبر ۲۰۰۲          | ۱۵ مه ۲۰۰۳               | ان‌بی‌سی                   | 3    | ۱۳٫۵ | ۲۳٫۹             |
| ۱۰                 | ۱۸                 | ۱۸                 | ۲۵ سپتامبر ۲۰۰۳          | ۶ مه ۲۰۰۴                | ان‌بی‌سی                   | 5    | ۱۳٫۶ | ۲۴٫۶             |
| فرندز: تجدید دیدار | فرندز: تجدید دیدار | فرندز: تجدید دیدار | ۲۷ مه ۲۰۲۱               | ۲۷ مه ۲۰۲۱               | اچ‌بی‌او مکس               | —    | —    | —                |

## رتبه‌بندی‌ها
| فصل | فصل | شمارهٔ قسمت | شمارهٔ قسمت | شمارهٔ قسمت | شمارهٔ قسمت | شمارهٔ قسمت | شمارهٔ قسمت | شمارهٔ قسمت | شمارهٔ قسمت | شمارهٔ قسمت | شمارهٔ قسمت | شمارهٔ قسمت | شمارهٔ قسمت | شمارهٔ قسمت | شمارهٔ قسمت | شمارهٔ قسمت | شمارهٔ قسمت | شمارهٔ قسمت | شمارهٔ قسمت | شمارهٔ قسمت | شمارهٔ قسمت | شمارهٔ قسمت | شمارهٔ قسمت | شمارهٔ قسمت | شمارهٔ قسمت | شمارهٔ قسمت |
| فصل | فصل | ۱          | ۲          | ۳          | ۴          | ۵          | ۶          | ۷          | ۸          | ۹          | ۱۰         | ۱۱         | ۱۲         | ۱۳         | ۱۴         | ۱۵         | ۱۶         | ۱۷         | ۱۸         | ۱۹         | ۲۰         | ۲۱         | ۲۲         | ۲۳         | ۲۴         | ۲۵         |
| --- | --- | ---------- | ---------- | ---------- | ---------- | ---------- | ---------- | ---------- | ---------- | ---------- | ---------- | ---------- | ---------- | ---------- | ---------- | ---------- | ---------- | ---------- | ---------- | ---------- | ---------- | ---------- | ---------- | ---------- | ---------- | ---------- |
|     | ۱   | ۲۱٫۵       | ۲۰٫۲       | ۱۹٫۵       | ۱۹٫۷       | ۱۸٫۶       | ۱۸٫۲       | ۲۳٫۵       | ۲۱٫۱       | ۲۳٫۱       | ۱۹٫۹       | ۲۶٫۶       | ۲۴٫۰       | ۲۵٫۸       | ۲۳٫۸       | ۲۴٫۸       | ۲۶٫۱       | ۳۰٫۵       | ۳۰٫۴       | ۲۹٫۴       | ۳۰٫۰       | ۲۸٫۴       | ۲۹٫۹       | ۲۸٫۷       | ۳۱٫۳       | ن/م        |
|     | ۲   | ۳۲٫۱       | ۲۹٫۸       | ۳۰٫۲       | ۲۸٫۱       | ۲۸٫۳       | ۳۰٫۲       | ۳۰٫۵       | ۳۲٫۹       | ۲۷٫۸       | ۳۲٫۲       | ۳۱٫۶       | ۵۲٫۹       | ۵۲٫۹       | ۳۳٫۶       | ۳۲٫۹       | ۳۱٫۱       | ۳۰٫۲       | ۳۰٫۱       | ۳۱٫۲       | ۲۷٫۴       | ۲۴٫۷       | ۲۵٫۵       | ۲۶٫۱       | ۲۹٫۰       | ن/م        |
|     | ۳   | ۲۶٫۷۶      | ۲۶٫۷۳      | ۲۵٫۲۳      | ۲۶٫۱۰      | ۲۳٫۲۵      | ۲۳٫۲۷      | ۲۷٫۳۶      | ۲۸٫۶۹      | ۲۹٫۲۸      | ۲۵٫۱۰      | ۲۹٫۸۰      | ۲۹٫۶۱      | ۲۸٫۰۳      | ۲۸٫۹۱      | ۲۷٫۲۵      | ۲۸٫۲۶      | ۲۵٫۸۴      | ۲۸٫۰۷      | ۲۳٫۶۵      | ۲۴٫۳۶      | ۲۳٫۲۲      | ۲۲٫۶۳      | ۲۴٫۱۷      | ۲۳٫۰۷      | ۲۳٫۳۹      |
|     | ۴   | ۲۹٫۴۳      | ۲۵٫۵۴      | ۲۳٫۹۸      | ۲۴٫۳۱      | ۲۴٫۳۵      | ۲۵٫۶۸      | ۲۶٫۳۵      | ۲۶٫۷۶      | ۲۳٫۸۹      | ۲۳٫۲۲      | ۲۳٫۶۶      | ۲۷٫۱۴      | ۲۵٫۲۷      | ۲۵٫۰۸      | ۲۴٫۴۴      | ۲۳٫۱۳      | ۲۳٫۲۲      | ۲۱٫۷۲      | ۲۱٫۷۶      | ۲۱٫۹۴      | ۲۱٫۵۱      | ۲۳٫۱۵      | ۳۱٫۶۱      | ۳۱٫۶۱      | ن/م        |
|     | ۵   | ۳۱٫۱۲      | ۲۵٫۳۶      | ۲۶٫۸۲      | ۲۴٫۰۹      | ۲۵٫۸۷      | ۲۴٫۹۹      | ۲۴٫۴۴      | ۲۳٫۹۲      | ۲۳٫۰۳      | ۲۳٫۶۷      | ۲۷٫۰۲      | ۲۴٫۸۲      | ۲۴٫۹۲      | ۲۷٫۷۰      | ۲۹٫۳۱      | ۲۶٫۰۲      | ۲۴٫۴۸      | ۲۱٫۸۸      | ۲۰٫۸۵      | ۱۹٫۶۳      | ۲۰٫۹۲      | ۲۱٫۲۸      | ۲۵٫۹۰      | ۲۵٫۹۰      | ن/م        |
|     | ۶   | ۲۷٫۷۴      | ۲۲٫۹۵      | ۲۱٫۶۰      | ۲۱٫۰۷      | ۲۲٫۳۹      | ۲۳٫۵۹      | ۲۲٫۷۵      | ۲۲٫۱۴      | ۱۹٫۱۷      | ۲۲٫۴۳      | ۲۲٫۲۶      | ۲۲٫۳۳      | ۲۴٫۱۴      | ۲۳٫۸۲      | ۲۵٫۸۹      | ۲۵٫۸۹      | ۲۲٫۲۱      | ۲۰٫۵۲      | ۲۱٫۴۶      | ۱۸٫۸۱      | ۲۰٫۶۳      | ۲۰٫۰۱      | ۲۰٫۸۷      | ۳۰٫۷۳      | ۳۰٫۷۳      |
|     | ۷   | ۲۵٫۵۴      | ۲۷٫۹۳      | ۲۲٫۷۲      | ۲۲٫۶۶      | ۲۴٫۴۳      | ۲۲٫۰۱      | ۲۳٫۷۳      | ۱۶٫۵۷      | ۲۱٫۰۸      | ۲۳٫۲۶      | ۲۴٫۳۷      | ۲۲٫۸۶      | ۲۲٫۲۴      | ۲۲٫۴۰      | ۲۱٫۷۵      | ۲۱٫۲۲      | ۲۰٫۸۴      | ۱۷٫۸۱      | ۱۶٫۵۵      | ۱۶٫۳۰      | ۱۵٫۶۵      | ۱۷٫۲۳      | ۳۰٫۰۵      | ۳۰٫۰۵      | ن/م        |
|     | ۸   | ۳۱٫۷۰      | ۳۰٫۰۴      | ۲۹٫۲۰      | ۲۵٫۵۸      | ۲۵٫۶۴      | ۲۶٫۹۶      | ۲۴٫۲۴      | ۲۶٫۵۴      | ۲۴٫۲۴      | ۲۲٫۴۴      | ۲۳٫۸۵      | ۲۵٫۵۳      | ۲۹٫۲۴      | ۲۸٫۶۴      | ۲۸٫۶۴      | ۲۷٫۵۲      | ۲۶٫۳۰      | ۲۲٫۰۵      | ۲۲٫۵۹      | ۲۲٫۲۴      | ۲۳٫۹۷      | ۲۴٫۳۲      | ۳۴٫۹۱      | ۳۴٫۹۱      | ن/م        |
|     | ۹   | ۳۴٫۰۱      | ۲۸٫۹۳      | ۲۶٫۶۳      | ۲۵٫۸۱      | ۲۴٫۴۶      | ۲۷٫۵۱      | ۲۵٫۳۵      | ۲۶٫۷۶      | ۲۵٫۴۳      | ۲۲٫۲۹      | ۲۳٫۶۷      | ۲۳٫۶۶      | ۲۵٫۸۲      | ۲۳٫۳۷      | ۲۰٫۸۵      | ۱۹٫۵۲      | ۲۱٫۰۰      | ۲۰٫۷۹      | ۱۸٫۲۴      | ۲۰٫۷۱      | ۱۹٫۰۳      | ۱۹٫۵۵      | ۲۵٫۴۶      | ۲۵٫۴۶      | ن/م        |
|     | ۱۰  | ۲۴٫۵۴      | ۲۲٫۳۷      | ۲۱٫۸۷      | ۱۸٫۷۷      | ۱۹٫۳۷      | ۲۰٫۳۸      | ۲۰٫۲۱      | ۲۰٫۶۶      | ۲۵٫۴۹      | ۲۶٫۶۸      | ۲۴٫۹۱      | ۲۵٫۹۰      | ۲۴٫۲۷      | ۲۲٫۸۳      | ۲۲٫۶۴      | ۲۴٫۵۱      | ۵۲٫۴۶      | ۵۲٫۴۶      | ن/م        | ن/م        | ن/م        | ن/م        | ن/م        | ن/م        | ن/م        |

## یادداشت
1. ↑  The viewership statistics in the graph and table are sourced from the citations in the season-specific tables above.